# Statte
Statte ist eine süditalienische Gemeinde (comune) mit 12.787 Einwohnern (Stand 31. Dezember 2023) in der Provinz Tarent in Apulien.
Der Ort liegt etwa 9 Kilometer nördlich von Tarent.
In der Gegend finden sich einige Dolmen.

## Verkehr
Der Bahnhof von Statte liegt an der Bahnstrecke Bari–Martina Franca–Taranto.

## Weblinks

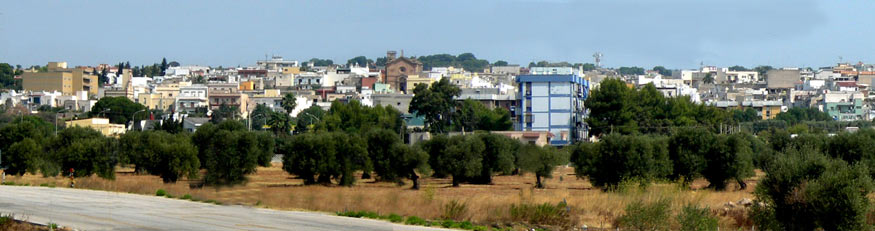
Panorama aus dem Süden Stattes